# Rio Saracura
Rio Saracura é um rio do bairro do Bixiga, em São Paulo. Seu nome deu o apelido de Saracura ao Bixiga, daí ser frequentemente citado em sambas da Vai-Vai.
O rio nasce atrás do Maskoud Plaza, a duas quadras da Avenida Paulista.